# Troglohyphantes fagei
Troglohyphantes fagei là một loài nhện trong họ Linyphiidae.
Loài này thuộc chi Troglohyphantes. Troglohyphantes fagei được Carl Friedrich Roewer miêu tả năm 1931.